# Generationsklyfta

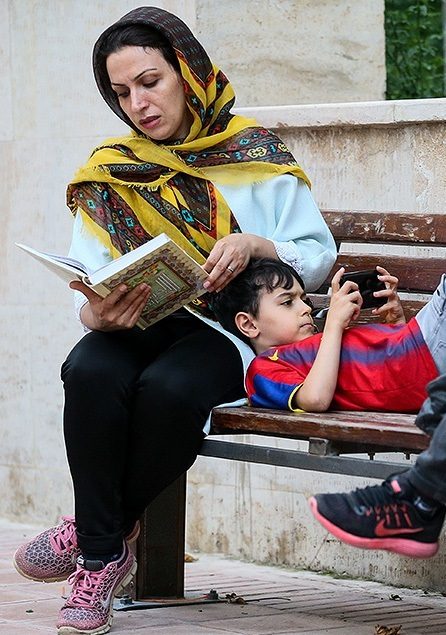

Generationsklyfta är en term för att beskriva en stor kontextuell skillnad i kunskaper, erfarenheter och åsikter mellan människor som är födda med en generations mellanrum och som inte medieras.
Historiskt har ledet mor- och farföräldrar-barnbarn varit viktig och vanlig vid inlärning och överföring av kunskap och erfarenheter mellan generationerna, i bondesamhället.